# Żyrardów-Wiskitki (gmina)
Żyrardów-Wiskitki – dawna gmina wiejska istniejąca w latach 1939–1954 w woj. warszawskim. Siedzibą władz gminy był Żyrardów (odrębna gmina miejska).
Gminę Żyrardów-Wiskitki utworzono 1 kwietnia 1939 w powiecie błońskim w woj. warszawskim przez połączenie zniesionej gminy Wiskitki (składającej się z samych Wiskitek) z dużo większą gminą Żyrardów, włączając do niej także gromadę Łubno z gminy Guzów. Siedzibę ustanowiono w Żyrardowie, stanowiącym od 1916 odrębną gminę miejską.
Po wojnie gmina przejściowo zachowała przynależność administracyjną, lecz już 12 marca 1948 roku zmieniono nazwę powiatu błońskiego na grodziskomazowiecki. Według publikacji GUS z 1 lipca 1952 roku jednostka składa się z 18 gromad: Benenard, Bieganów, Działki, Feliksów, Grądy, Henryszew, Józefów, Kozłowice Nowe, Kozłowice Stare, Łubno, Mariampol, Morgi, Piotrowina, Sade-Budy, Sokule, Teklinów, Tomaszew i Wiskitki.
Gminę zniesiono 29 września 1954 roku wraz z reformą wprowadzającą gromady w miejsce gmin. Jednostki o nazwie Żyrardów-Wiskitki nie przywrócono 1 stycznia 1973 roku po reaktywowaniu gmin, utworzono natomiast gminę Wiskitki, obejmującą obszar dotychczasowej gminy Żyrardów-Wiskitki, a także gminy Guzów.